# Europapokal der Landesmeister (Handball) 1991/92
Dieser Artikel beschreibt den Europapokal der Landesmeister im Handball der Saison 1991/92. Es war die 32. Austragung des Wettbewerbs.

## 1. Runde
|                       | Gesamt |                      | Hinspiel | Rückspiel |
| --------------------- | ------ | -------------------- | -------- | --------- |
| CSKA Sofia            | 42:49  | Dukla Liberec        | 26:21    | 16:28     |
| Grasshoppers Zürich   | ??:??  | Initia Herstal       | ??:??    | 19:19     |
| BK-46 Karis           | 41:46  | Kolding IF           | 23:21    | 18:25     |
| HV E&O Emmen          | 41:49  | USAM Nîmes           | 20:24    | 21:25     |
| Politehnica Timișoara | 52:48  | Filipos Verias       | 25:20    | 27:28     |
| Hapoel Rishon Lezion  | 53:37  | Red Boys Differdange | 29:16    | 24:21     |
| HK Drott Halmstad     | 51:55  | Valur Reykjavík      | 24:27    | 27:28     |
| VfL Gummersbach       | 47:36  | SSV Forst Brixen     | 26:18    | 21:18     |
| SPE Strovolou         | ??:??  | Elektromos Budapest  | ??:??    | 17:33     |
| ABC Braga             | 37:42  | TEKA Santander       | 20:15    | 17:27     |

Lotto Zagreb, SKIF Krasnodar, Sandefjord HK, FC Barcelona, UHK Volksbank Wien und Eti Biskuits Eskişehir hatten Freilose und zogen damit direkt in die zweite Runde ein.

## 2. Runde
|                        | Gesamt  |                      | Hinspiel | Rückspiel |
| ---------------------- | ------- | -------------------- | -------- | --------- |
| Lotto Zagreb           | 54:48   | Dukla Liberec        | 29:17    | 25:31     |
| Sandefjord HK          | 46:49   | SKIF Krasnodar       | 24:20    | 22:29     |
| Kolding IF             | *46:46* | Grasshoppers Zürich  | 23:17    | 23:29     |
| Politehnica Timișoara  | 32:41   | USAM Nîmes           | 17:18    | 15:23     |
| Valur Reykjavík        | 52:48   | Hapoel Rishon Lezion | 25:20    | 27:28     |
| UHK Volksbank Wien     | 37:55   | FC Barcelona         | 19:24    | 18:31     |
| VfL Gummersbach        | 36:39   | Elektromos Budapest  | 21:15    | 15:24     |
| Eti Biskuits Eskişehir | 47:60   | TEKA Santander       | 30:28    | 17:32     |

*Kolding IF zog aufgrund der Auswärtstorregel in die nächste Runde ein.

## Viertelfinale
|                 | Gesamt |                     | Hinspiel | Rückspiel |
| --------------- | ------ | ------------------- | -------- | --------- |
| Lotto Zagreb    | 50:44  | SKIF Krasnodar      | 29:24    | 21:20     |
| Kolding IF      | 49:46  | USAM Nîmes          | 25:23    | 24:23     |
| Valur Reykjavík | 34:50  | FC Barcelona        | 19:23    | 15:27     |
| TEKA Santander  | 58:42  | Elektromos Budapest | 30:18    | 28:24     |

## Halbfinale
|                | Gesamt |              | Hinspiel | Rückspiel |
| -------------- | ------ | ------------ | -------- | --------- |
| Lotto Zagreb   | 46:43  | Kolding IF   | *26:17*  | 20:26     |
| TEKA Santander | 38:37  | FC Barcelona | 14:14    | 24:23     |

*Das Hinspiel fand im deutschen Göppingen statt.

## Finale
|              | Gesamt |                | Hinspiel | Rückspiel |
| ------------ | ------ | -------------- | -------- | --------- |
| Lotto Zagreb | 50:38  | TEKA Santander | 22:20    | 28:18     |

 Lotto Zagreb 22:20 TEKA Santander 

Das Hinspiel fand am 2. Mai 1992 vor 2.500 Zuschauern in Graz, Österreich, statt.
Lotto Zagreb: Rolando Pušnik, Vladimir Vujović – Patrik Ćavar (4/1), Nenad Kljaić (2), Ratko Tomljanović (6/3), Ivica Obrvan (3), Iztok Puc (2), Bruno Gudelj (4), Tettey Banfro (1), Vedran Ćurak, Nino Marković, Tanković. Trainer: Zdravko Zovko
TEKA Santander: Mats Olsson, Rony Herrera – Javier Cabanas (3), Luisón García, Juan Francisco Muñoz (5), Eduard Medvedev (4), Jaime Puig (3), Chechu Villaldea, Chechu Fernández, Rodrigo Reñones Calvo, Julián Ruiz (2), Paco Vidal (2/2). Trainer: Emilio Alonso
Schiedsrichter:  Øie und Høgnes
 TEKA Santander 18:28 Lotto Zagreb 

Das Rückspiel fand am 15. Mai 1992 vor 3.500 Zuschauern im Palacio de Deportes in Santander statt.
TEKA Santander: Mats Olsson, Rony Herrera – Javier Cabanas (1), Luisón García (1), Chechu Villaldea (8), Julián Ruiz, Eduard Medvedev, Juan Francisco Muñoz (3), Javier Reino, Chechu Fernández, Jaime Puig (5), Paco Vidal. Trainer: Emilio Alonso
Lotto Zagreb: Rolando Pušnik, Vladimir Vujović – Vladimir Jelčić (3), Ivica Obrvan (3), Bruno Gudelj (5), Iztok Puc (7), Patrik Ćavar (4), Ratko Tomljanović (4), Alvaro Načinović (1), Slavko Goluža, Nenad Kljaić. Trainer: Zdravko Zovko
Zum Kader Zagrebs gehörten außerdem Božidar Jović, Željko Babić und Mirza Šarić.